# 주후이링
주후이링(중국어: 朱慧玲, 1982년 ~ )은 중화인민공화국의 오페라 가수이다.